# 滕格阿姆普杜尔
滕格阿姆普杜尔（Thengampudur），是印度泰米尔纳德邦甘尼亚古马里县的一个城镇。总人口12669（2001年）。

## 人口
该地2001年总人口12669人，其中男性6319人，女性6350人；0—6岁人口1253人，其中男647人，女606人；识字率80.20%，其中男性为82.40%，女性为78.02%。